# Halomonas titanicae
Halomonas titanicae (лат.) — вид бактерий, обитающих на обломках «Титаника». Получает энергию для жизнедеятельности за счёт окисления соединений двухвалентного железа до трёхвалентного (ржавчины). Обмен веществ — гетеротрофный и аэробный.

## Место обнаружения
Бактерия была обнаружена в образцах материала из обширных сталактитов ржавчины, которые были подняты со дна океана в 1991 году с помощью аппарата «Мир-2». Исследованием образцов занималась группа испанских и канадских учёных. Были выявлены многочисленные штаммы бактерий (по меньшей мере 27), среди которых был выделен штамм, получивший обозначение BH1T. Восемнадцать лет  ушло у учёных на анализ ДНК и сортировку знакомых и незнакомых последовательностей наследственного вещества, в результате из общей массы видов удалось выделить новый вид, названный Halomonas titanicae.

## Значение
Учёные полагают, что этот вид вместе с другими видами бактерий ответственен за медленное разрушение корабля. В будущем бактерию Halomonas titanicae можно будет использовать для очистки морского дна от останков затонувших кораблей.  Бактерия также может представлять опасность, ускоряя коррозию буровых платформ и других глубоководных сооружений.